# 胡志明共产主义青年团
胡志明共产主义青年团（越南语：／）是越南共产党领导下的越南青年组织，亦是越南最大的青年组织，该组织以越南领导人胡志明命名。
胡志明共青团亦负责指导胡志明少年先锋队的工作。

## 历史
1931年3月26日越南共产党中央委员会第二次大会在迪石市举行，期间讨论了青年工作的内容，提出组织共产主义青年联盟的建议。根据这一决议成立了印度支那民主青年团（Đoàn Thanh niên Cộng sản Đông Dương），后在1940年更名为印度支那反帝青年团（Đoàn Thanh niên phản đế Đông Dương），1955年更名为越南劳动青年团（Đoàn Thanh niên Lao động Việt Nam，1970年3月更名为胡志明劳动青年团（Đoàn Thanh niên lao động Hồ Chí Minh），1976年越南统一后改为现名。

## 制服
胡志明共青团团员亦有配发制服，颜色为蓝色，其设计效仿自由德国青年团的制服。团员制服分为长袖衬衫、短袖衬衫、长袖运动服及短袖polo衫，绘有越南国旗图案与“越南青年”（Thanh Niên Việt Nam）的字样。此外胡志明共青团还为女性团员配发了蓝色奥黛制服。